# Мамедов, Сабир Новруз оглы
Мамедов Сабир Новруз оглы (род. 24 января 1961, Газахский район) — азербайджанский актер, Народный артист Азербайджана (2018).

## Биография
Мамедов Сабир Новруз оглы родился 24 января 1961 года в селе Пойлу Газахского района. В 1983 году окончил факультет драматического и киноискусства Азербайджанского государственного института искусства.

## Карьера
С 1983 года начал свою актёрскую деятельность в Сумгаитском государственном драматическом театре, а с 1989 года продолжил в Академическом национальном драматическом театре. За свою карьеру он сыграл множество ролей в театре и кино.

## Награды
- Заслуженный артист Азербайджанской Республики (2002)
- Народный артист Азербайджанской Республики[1] (2018)
- Лауреат премии имени Джафара Джаббарлы[2] (2002)
- Многочисленные Президентские премии за вклад в искусство[3][4][5][6][7][8][9][10][11][12].[13]
- Персональная пенсия Президента Азербайджанской Республики (2025 год)[13]

## Фильмография
Участвовал в таких фильмах как «Дедушка дедушки нашего дедушки» (1980), «Новые женихи» (1983), «Красный снег» (1998), «Девичья башня» (2000) и других.

## Театральные роли
Выступал в пьесах «Гамлет», «Генерал и его семья», «Айдын» и многих других.

## Признание
Сабир Мамедов является одним из ведущих актёров Азербайджана, внесшим значительный вклад в развитие театрального и киноискусства страны.